# Самойлов, Константин Иванович
Константи́н Ива́нович Само́йлов (17 ноября 1896, Баку — 19 сентября 1951, Москва) — советский военно-морской деятель, преподаватель, научный работник, писатель, контр-адмирал (1940).

## Молодость и служба в царском флоте

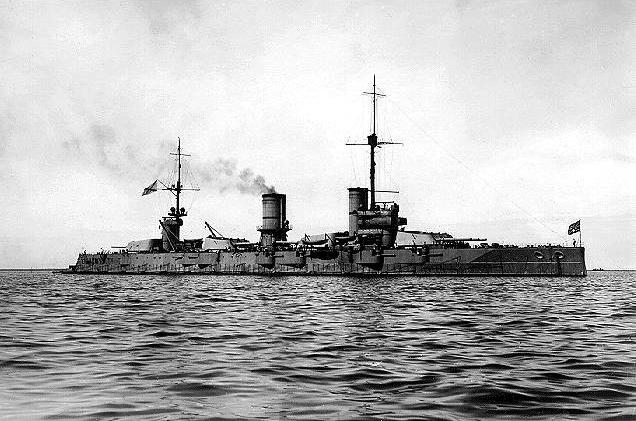
Линкор «Полтава»

Родился 17 (по новому стилю) ноября 1896 года в городе Баку. Заявленная в анкете национальность — «русский».
С 1905 по 1914 учился в Бакинском реальном училище, а с 1910 — одновременно в музыкальных классах, которые также окончил в 1914 году.
По окончании училища приехал для продолжения обучения в Петроград, успешно сдав экзамены в Политехнический институт и зачислившись на инженерно-строительное отделение. Однако, по словам Самойлова: «продолжать учёбу я там не смог из-за отсутствия к тому средств, а накопленной суммы хватило лишь на очень короткий срок».
В сентябре 1914 принят в числе отобранных для второго набора на обучение в Отдельные гардемаринские классы. В 1916 году получил звание гардемарина и проходил практику на кораблях Балтийского флота. 25 марта 1917 года по окончании классов ему было присвоено звание мичмана. В годы Первой мировой войны с апреля 1917 проходил службу в Гельсингфорсе вахтенным начальником на линкоре «Полтава» в составе 1-й бригады линейных кораблей Балтийского флота. Затем ротный командир на том же линкоре. В октябре того же года поступил на учёбу в Артиллерийские классы в Гельсингфорсе.

## Гражданская война
Учёбу Самойлову пришлось оканчивать уже при новой власти — с февраля 1918 года он стал военмором РККФ. В марте того же года он окончил Артиллерийские классы и в том же месяце вместе с «Полтавой» в составе 1-го отряда Балтийского флота под командованием С. В. Зарубаева совершил переход из Гельсингфорса в Кронштадт: это был начальный этап легендарного Ледового похода Балтийского флота.
По окончании перехода участвовал в обороне форта Ино. После подрыва укреплений форта и сдачи его финнам в мае 1918 был арестован Кронштадтской ЧК. Через некоторое время Самойлов был освобождён, но с Балтийского флота его перевели.
Воевал в составе Амурской флотилии с японскими интервентами. Затем воевал в составе Волжско-Каспийской флотилии: артиллеристом на вспомогательных крейсерах «Красное Знамя» и «III Интернационал», а службу на последнем совмещал с должностью флагманского артиллериста бригады вспомогательных крейсеров; артиллеристом Нижегородского военного порта; командиром штабного корабля «Межень».

## Межвоенный период

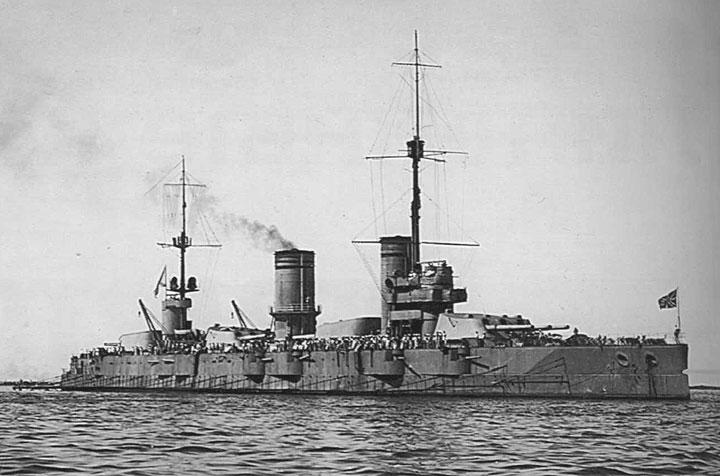
Линкор «Парижская коммуна»

После войны продолжил службу в Морских силах Каспийского моря, сформированных в июле 1920 на базе ВКВФ. С января 1921 года командовал канлодкой «Ленин» и в этой должности одновременно служил начальником дивизиона канонерских лодок. С ноября 1922 по июнь 1924 начальник отряда судов, а с сентября 1923 по совместительству помощник начальника Морских сил Каспийского моря по строевой части.
В июне 1924 Самойлов вернулся на Балтийское море — был назначен командиром линкора «Парижская коммуна». В ноябре 1929 года под его командованием линкор начал переход из Кронштадта в Севастополь, где по окончании перехода в январе 1930 вошёл в состав ЧФ. Народный Комиссар ВМФ адмирал флота Советского Союза Н. Г. Кузнецов, некогда проходивший практику под началом К. И. Самойлова на «Парижской Коммуне», впоследствии вспоминал: «Примером для меня являлись такие командиры, как К. И. Самойлов, который командовал линкором, или Л. А. Поленов, которому довелось на крейсере „Аврора“ служить мичманом в дни штурма Зимнего дворца и командовать этим же кораблём, когда мы в 20-х годах, будучи курсантами, ходили на нем в заграничные плавания».
В начале 1930-х попал в поле зрения сотрудников ОГПУ, проводивших операцию «Весна», как один из возможных участников «Ленинградской контрреволюционной организации». В частности в одном из документов по делу имелась такая запись:

Помимо вредительства по линии учебной части, группа через Михайлова, его жену, была связана с английскими разведчиками, будучи же командующим морскими силами Каспийского моря, Михайлов, вместе со служившим там Самойловым, создали группировку офицеров из командиров Каспийского флота, который они связали с Персидским консулом в Баку, а также с лицами, занимающимися разведывательной работой в пользу Англии
 Однако никаких реальных действий в отношении Самойлова со стороны ОГПУ принято не было.
В октябре 1930 года Самойлов перешёл на преподавательскую работу в Военно-морскую академию. С апреля 1931 по июль 1936 возглавлял кафедру боевой подготовки и одновременно с февраля 1933 по май 1935 был начальником Особого курса академии. В июне-июле 1935 исполнял обязанности начальника отдела боевой подготовки штаба Морских сил РККА. С июля 1936 года командовал бригадой линкоров в составе КБФ. С марта 1938 — старший преподаватель кафедры общей тактики командного факультета Военно-морской академии имени К. Е. Ворошилова. В марте 1938 ему было присвоено звание доцента, а в июле 1939 — профессора академии. С 1939 — кандидат в члены ВКП(б).
При новом наркоме ВМФ Н. Г. Кузнецове в сентябре 1939 возглавил Управление Военно-морских учебных заведений ВМФ. С июля 1940 года одновременно старший морской начальник в Ленинграде. В этот период составил и издал двухтомный «Морской словарь», весьма известный в морских кругах.

## Великая Отечественная война
В связи с прорывом немецких войск к границам Ленинградской области и возникновением угрозы дальнейшего прорыва противника к городу 4 июля 1941 назначен командующим Морской обороной Ленинграда и Озёрного района. 5 июля на него была возложена обязанность по развёртыванию Ладожской военной флотилии. Одним из последних приказов контр-адмирал перед арестом сформировал артиллерийские батареи «Аврора» и «Большевик» под Ленинградом на Дудергофских и Пулковских высотах.

## Арест и смерть
По воспоминаниям дочери, в начале июля К. И. Самойлов был вызван в Москву.
8 июля 1941 года он был арестован в № 510 гостиницы «Москва» 3-м Управлением ВМФ СССР по подозрению в преступлениях, предусмотренных ст. 58-1 «б» УК РСФСР. После ареста он был направлен во Внутреннюю тюрьму НКГБ СССР. Находясь под арестом, 18 июля подал заявление в Следственный отдел, указав, что с 1920 года по день ареста он занимался вражеской деятельностью. На последующих допросах от своих показаний отказался, объясняя это подавленным состоянием после ареста, резкостью допросов и пребыванием в течение 10 суток без сна. В сентябре 1941 года К. И. Самойлов был этапирован в тюрьму № 3 города Ульяновска. В феврале 1942 года для проведения дальнейшего следствия вновь был направлен в Москву, где с марта 1942 года находился в Бутырской тюрьме, в 1946 году был переведён в Лефортовскую тюрьму.
Обвинялся в участии в антисоветском заговоре ещё с 1935 года, в шпионаже в пользу французской разведки с 1922 по 1924 году. От всех признательных показаний отказался.
В. С. Абакумов в «Документе № 3» («СПИСОК генералов Красной Армии, арестованных в начале и в период Отечественной войны,намеченных к суду») указал: «№ 27. Самойлов Константин Иванович, контр-адмирал, бывший начальник военно-морских учебных заведений Наркомата Военно-Морского Флота СССР, 1896 года рождения, русский, кандидат в члены ВКП(б) с 1939 года, в прошлом мичман царского флота, в ВМФ СССР с 1918 года. В 1918 году арестовывался Кронштадтской ЧК по делу о взрыве форта ИНО. Арестован 18 июля 1941 года. Показаниями осуждённых к расстрелу бывшего заместителя наркома Военно-Морского Флота Смирнова-Светловского изобличается как участник антисоветского заговора, а показаниями Симановского — бывшего командира подлодки „Искра“, Талина — бывшего командира бригады заграждения КБФ, Рубанина — бывшего начальника штаба этой бригады и Виноградского — бывшего командира бригады миноносцев КБФ, как участник антисоветской офицерской организации. Смирнов-Светловский на допросе 26 июня 1939 года об антисоветской деятельности Самойлова показал, что в 1939 году Орлов — бывший начальник морских сил — связал его, как заговорщика, с Самойловым, работавшим в то время преподавателем Военно-морской академии. Виноградский показал, что с Самойловым по контрреволюционной работе он был связан с 1935 года и ему было известно о вредительской деятельности Самойлова, направленной на понижение боеспособности Военно-Морского Флота. Аналогичные показания о вражеской деятельности Самойлова дали и другие арестованные. Самойлов своё участие в заговоре отрицает. Сознался, что персидским консулом Мирза-Ханом в период пребывания с 1922 по 1924 год в г. Баку был завербован для шпионской деятельности в пользу французской разведки и передал ему ряд данных о Каспийской военной флотилии. Впоследствии от данных показаний отказался».
С августа 1942 по декабрь 1948 года арестованного К. И. Самойлова не допрашивали ни разу. Позднее он был переведён в Сухановскую тюрьму, где умер 19 сентября 1951 года после полуторасуточного бессознательного состояния от кровоизлияния в мозг на почве атеросклероза. Следствие по делу Самойлова, длившееся 10 лет, было прекращено 26 сентября 1951 года на основании ст. 4 п. 1. УПК РСФСР в связи со смертью обвиняемого. Суда над контр-адмиралом не было. Место захоронения не установлено. Постановлением следственного отдела 3-го Главного управления КГБ при СМ СССР от 1 ноября 1954 года уголовное дело было прекращено на основании ст. 4 п. 5 УПК РСФСР, и Константин Иванович был посмертно реабилитирован. Исключён из состава ВМФ СССР в ноябре 1954 года.

## Семья
Константин Иванович был женат дважды. Дети — Глеб и Татьяна — от первой жены, Людмилы Сергеевны, в девичестве Рыбалтовской, 1893 г.р. Вторая жена — Юлия Михайловна Самойлова 1906 года рождения.
Сын — Глеб Константинович Самойлов, Финляндия, г. Гельсингфорс, 20 июня 1915 года рождения. Военинженер 3 ранга, убит в бою 15 декабря 1941 года на Невском Пятачке. Захоронен в братской могиле в г. Кировск Ленинградской области, ул. Краснофлотская.
Дочь — Татьяна Константиновна Самойлова, 12 августа 1920 года рождения, провела в Ленинграде всю блокаду. Умерла в Санкт-Петербурге 5 декабря 2015 г.
В 1941 году накануне войны проживал по адресу: г. Ленинград, наб. реки Фонтанка, д. 5.

## Труды

### Воспоминания
- На канонерской лодке «Ленин» (1924)
- Линейный корабль «Парижская коммуна» (1926)

### Учебные пособия
- Объяснение к игре «Морской бой» (1926)
- Трехвахтенная система на линейных кораблях типа «Парижская коммуна» применительно к существующей организации (1929)
- Методика и организация боевого учения (1932)
- Методика и организация тактического учения (1932)
- Военно-морские игры: Пособие по боевой подготовке (1934)
- «Управление манёврами корабля» (1936)
- «Методика и организация двусторонней тактической игры» (1936)
- Военно-морские игры (1939)

### Прочие
- Самойлов К. И. Морской словарь. — Москва, Ленинград: ВОЕННО-МОРСКОЕ ИЗДАТЕЛЬСТВО НКВМФ СССР, 1939—1941. — Т. В 2-х томах.
- «Линкоры». Сб. переводов из Под ред. контр.-адм. К. И. Самойлова и инж. Н. Н. Волкова (1941).

Имел научные труды числом 32, не считая мелких (1924—1939).

## Воинские звания
- Капитан 1-го ранга (15.03.1936[16])
- Флагман 2-го ранга (8.05.1939[2])
- Контр-адмирал (4.06.1940[17])

## Награды
- Орден Красного Знамени (20.02.1928[18]); (за боевую деятельность у Царицына и на южном побережье Каспийского моря)
- Медаль «XX лет Рабоче-Крестьянской Красной Армии» (1938).
- Золотые часы от РВС СССР за перевод ЛК «Парижская Коммуна» из Кронштадта в Севастополь, ряд ценных подарков и 26 благодарственных приказов, занесённых в послужной список[19].